# غيل روسيت
غيل روسيت (بالفرنسية: Gilles Rousset) (22 أغسطس 1963 في هييريس) لاعب كرة قدم فرنسي معتزل كان يجيد اللعب في مركز حارس مرمى .
بدأ روسيت مسيرته الرياضية في نادي سوشو سنة 1982 وأمضى فيه 8 مواسم مشاركا في 100 مباراة في بطولة دوري الدرجة الأولى ثم انتقل إلى نادي ليون سنة 1990 . استطاع أن يكون حارس مرمى أساسي وشارك في 98 مباراة خلال 3 مواسم .
خلال هذه الفترة شارك روسيت مرتين مع منتخب فرنسا . على الرغم من انضمامه إلى صفوف منتخب فرنسا المشارك في بطولة كأس الأمم الأوروبية لكرة القدم 1992 التي أقيمت في السويد ولكنه لم يشارك أي في دقيقة حيث كان احتياطيا للأساسي برونو مارتيني .
في سنة 1993 فاجأ روسيت الجميع ووافق على الانتقال إلى نادي مرسيليا الذي توج ببطولة دوري أبطال أوروبا . لم يستطع روسيت المشاركة في أي مباراة طوال موسم 1993-1994 بسبب تألق فابيان بارتيز . وفي نهاية الموسم هبط الفريق إلى الدرجة الثانية كعقاب على فضيحة ترتيب نتائج مباريات وتم بيع الكثير من نجوم النادي وكان من ضمنهم روسيت .
أمضى روسيت الموسم التالي في نادي رين ثم انتقل إلى نادي هارتز الاسكتلندي في سنة 1995 . أمضى 6 سنوات في النادي الإسكتلندي وساعده في تجنب الهبوط إلى المنافسة على أحد المراكز المؤهلة للمشاركة في البطولات الأوروبية . حقق من خلال تواجده في نادي هارتز بطولته الوحيدة وهي كأس اسكتلندا سنة 1998 .

## روابط خارجية
- غيل روسيت على موقع قاعدة بيانات كرة القدم.إي يو (الإنجليزية)
- غيل روسيت على موقع ليكيب (الفرنسية)
- غيل روسيت على موقع ناشيونال فوتبول تيمز (الإنجليزية)